# Mount Steere
Der Mount Steere ist ein erloschener Schildvulkan in den Crary Mountains des westantarktischen Marie-Byrd-Lands. Mit einer Höhe von 3558 m und einem Alter von ungefähr 8,5 Mio. Jahren ist er der zweithöchste und zweitälteste Berg des Gebirges. Er ragt 6,4 km nordnordwestlich des Mount Frakes auf.

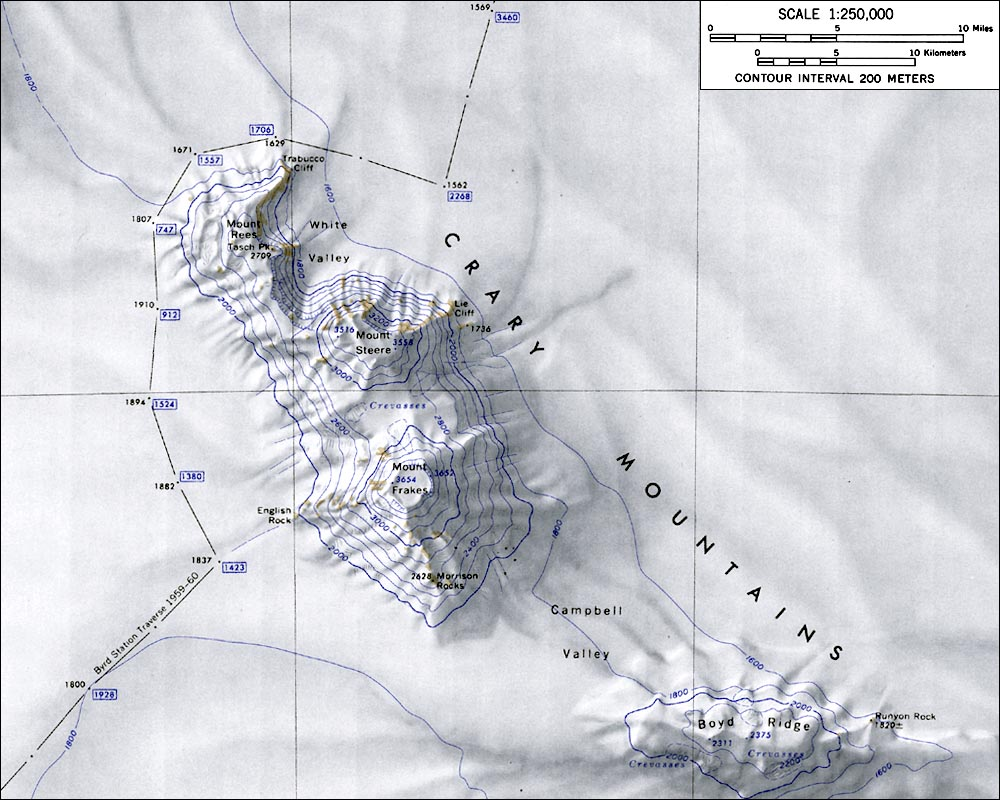
Topographische Karte von Mount Steere (Maßstab 1:250.000)

Der United States Geological Survey kartierte ihn anhand eigener Vermessungen und Luftaufnahmen der United States Navy aus den Jahren von 1959 bis 1966. Das Advisory Committee on Antarctic Names (ACAN) benannte ihn 1967 nach dem Biologen William C. Steere (1907–1989), der von 1964 bis 1965 auf der McMurdo-Station tätig war.